# Hickmanoxyomma gibbergunyar
Hickmanoxyomma gibbergunyar is een hooiwagen uit de familie Triaenonychidae.